# Franz Josef Reinl
Franz Josef Reinl (* 25. März 1903 in Baden bei Wien; † 14. Februar 1977 in Trippstadt) war ein österreichischer Komponist.

## Leben und Karriere
Nachdem Reinl mit seinen Eltern nach Wien-Floridsdorf übergesiedelt war, erhielt er mit sieben Jahren seinen ersten Geigenunterricht. Er besuchte bis 1919 das Realgymnasium und danach die Wiener Akademie und Hochschule für Musik, welche er 1926 in Musikpädagogik, Komposition und Dirigieren abschloss. Wegen der zu jener Zeit herrschenden Theaterkrise beteiligte sich Reinl an Kompositionswettbewerben, aus denen er mehrfach mit Auszeichnungen hervorging. Daraufhin verschrieb er sich ganz der Komposition, konzentrierte sich aber wegen der höheren Nachfrage und besseren Verdienstmöglichkeiten auf Unterhaltungsmusik. Am 31. Mai 1938 beantragte er die Aufnahme in die NSDAP und wurde rückwirkend zum 1. Mai desselben Jahres aufgenommen (Mitgliedsnummer 6.212.950).
Nach dem Zweiten Weltkrieg ließ er sich zunächst in Salzburg nieder und trat im Kabarett Wiener Brettl auf. Im Jahr 1952 siedelte er mit seiner Frau nach Baden-Württemberg über und war überwiegend für den Rundfunk tätig.
Die von seiner Frau Hilde Reinl ins Leben gerufene Franz Josef Reinl-Stiftung vergibt jährlich in Wettbewerben je drei Förderpreise an Komponisten und Harfenisten. Die Auswahl erfolgt durch eine Fachjury.

## Werke (Auswahl)
- Der Sohn des Mikado
- Der Tannenbaum
- Nordische Rhapsodie
- Romanische Rhapsodie
- Mazedonische Skizze
- Kubanische Improvisation
- Impressionen und Jou-Jou für Harfe und Orchester
- Kleine Leckerbissen. Suite für großes Orchester
- Dessert. Ballett-Suite, 1951
- Bergland. Fantasie für großes Orchester, 1953
- Romanze für Violine und Orchester, 1961
- Divertimento nach altösterreichischen Militärsignalen, 1965
- Zwischen Tag und Nacht. Drei Bilder im Dämmerlicht für Orchester, 1965
- Hymnische Ouvertüre für großes Orchester, 1967
- Mini-ssimo. Schnelles Stück für großes Orchester, 1970
- Skurrile Serenade für großes Orchester, 1970
- Sprühregen. Schnelles Intermezzo für großes Orchester, 1970
- Lausbüberei. Eine musikalische Frechheit für großes Orchester, 1971